# Exclusive Session (Placebo)
Exclusive Session è un EP del gruppo musicale britannico Placebo, pubblicato dalla Virgin Records il 29 gennaio 2007 in esclusiva per iTunes.

## Descrizione
L'EP consiste nella registrazione di una breve esibizione dal vivo del gruppo tenutasi nel 2006 al Virgin Megastore di Los Angeles.

## Tracce
Testi e musiche dei Placebo, eccetto dove indicato.
1. Because I Want You – 4:24
2. Meds – 3:30
3. Song to Say Goodbye – 3:28
4. Jackie – 2:30 (Sinéad O'Connor)